# Edvard Falcks Gade
Edvard Falcks Gade er en gade i Indre By i København. Den strækker sig over cirka 90 meter fra Stoltenbergsgade til Niels Brocks Gade.
Gaden har sit navn efter silke- og klædehandler samt legatstifter Edvard Falck (1814-1894). Kvarterets øvrige gader har også navn efter legatstiftere.
Hele gadens højre side udgøres af et etageboligbyggeri, der er opført i 2004.